# Reducció de mostreig (processament del senyal)

Delmament del senyal (reducció de mostreig) il·lustrat. Els punts vermells són mostres, les línies sòlides són senyals que es representen per aquestes mostres. Senyal discret de font superior. Mitjà: el mateix senyal després d'un filtre de pas baix. A baix - senyal delmat.

En el processament de senyals digitals, la baixada de mostreig, la compressió i la delmació són termes associats amb el procés de remostreig en un sistema de processament de senyal digital multivelocitat. Tant la reducció de mostreig com la delmament poden ser sinònims de compressió, o poden descriure tot un procés de reducció de l'ample de banda (filtrat) i reducció de la freqüència de mostreig. Quan el procés es realitza sobre una seqüència de mostres d'un senyal o d'una funció contínua, es produeix una aproximació de la seqüència que s'hauria obtingut mostrejant el senyal a una velocitat més baixa (o densitat, com en el cas d'una fotografia).

Figura 1: Aquests gràfics mostren les distribucions espectrals d'una funció sobremostrejada i la mateixa funció mostrada a 1/3 de la velocitat original. L'amplada de banda, B, en aquest exemple és prou petita perquè el mostreig més lent no provoqui solapament (aliasing). De vegades, una funció mostrejada es torna a mostrejar a un ritme més baix mantenint només cada M ^{-ésima} mostra i descartant les altres, comunament anomenades "decimació". El possible aliasing s'evita filtrant les mostres amb pas baix abans del delmat. L'amplada de banda màxima del filtre es tabula en les unitats d'amplada de banda utilitzades per les aplicacions de disseny de filtres habituals.

Decimació és un terme que històricament significa l'eliminació de cada dècima. Però en el processament del senyal, el delmament per un factor de 10 en realitat significa mantenir només cada desena mostra. Aquest factor multiplica l'interval de mostreig o, de manera equivalent, divideix la taxa de mostreig. Per exemple, si l'àudio del disc compacte a 44.100 mostres/segon es veu delmat per un factor de 5/4, la freqüència de mostreig resultant és de 35.280. Un component del sistema que realitza la delmació s'anomena decimador. La decimació per un factor sencer també s'anomena compressió.

## Reducció de mostreig per un factor sencer
La reducció de la taxa per un factor enter M es pot explicar com un procés de dos passos, amb una implementació equivalent que és més eficient:
1. Reduir els components del senyal d'alta freqüència amb un filtre digital de pas baix
2. Decimar el senyal filtrat per M; és a dir, conservar només cada mostra Mth.

Només el pas 2 permet que els components del senyal d'alta freqüència siguin mal interpretats pels usuaris posteriors de les dades, que és una forma de distorsió anomenada aliasing. El pas 1, quan cal, suprimeix l'àlies a un nivell acceptable. En aquesta aplicació, el filtre s'anomena filtre anti-aliasing i el seu disseny es discuteix a continuació. Vegeu també submostreig per obtenir informació sobre com delmar les funcions i els senyals de pas de banda.
Quan el filtre antialiasing és un disseny IIR, es basa en la retroalimentació de la sortida a l'entrada, abans del segon pas. Amb el filtratge FIR, és fàcil calcular només cada Mth sortida . El càlcul realitzat per un filtre FIR delmador per a l' enèsima mostra de sortida és un producte puntual :
{\displaystyle y[n]=\sum _{k=0}^{K-1}x[nM-k]\cdot h[k],}
on la seqüència h [•] és la resposta a l'impuls, i K és la seva longitud. x [•] representa la seqüència d'entrada que es redueix el mostreig. En un processador de propòsit general, després de calcular y [ n ], la manera més fàcil de calcular y [ n +1] és avançar l'índex inicial a la matriu x [•] per M i tornar a calcular el producte escalat. En el cas M =2, h [•] es pot dissenyar com un filtre de mitja banda, on gairebé la meitat dels coeficients són zero i no cal incloure'ls en els productes puntuals.

## Filtre antialiasing
Sigui X (f) la transformada de Fourier de qualsevol funció, x (t), les mostres de la qual en algun interval, T, són iguals a la seqüència x [ n ]. Aleshores, la transformada de Fourier en temps discret (DTFT) és una representació en sèrie de Fourier d'una suma periòdica de X(f):
{\displaystyle \underbrace {\sum _{n=-\infty }^{\infty }\overbrace {x(nT)} ^{x[n]}\ \mathrm {e} ^{-\mathrm {i} 2\pi fnT}} _{\text{DTFT}}={\frac {1}{T}}\sum _{k=-\infty }^{\infty }X{\Bigl (}f-{\frac {k}{T}}{\Bigr )}.}
Quan T té unitats de segons, {\displaystyle f} té unitats de hertz. La substitució de T per MT a les fórmules anteriors dona la DTFT de la seqüència delmada, x [ nM ]:
{\displaystyle \sum _{n=-\infty }^{\infty }x(n\cdot MT)\ \mathrm {e} ^{-\mathrm {i} 2\pi fn(MT)}={\frac {1}{MT}}\sum _{k=-\infty }^{\infty }X\left(f-{\tfrac {k}{MT}}\right).}
La suma periòdica s'ha reduït en amplitud i periodicitat per un factor de M . Un exemple d'aquestes dues distribucions es mostra a les dues traces de la figura 1. L'àlies es produeix quan les còpies adjacents de X (f) se superposen. L'objectiu del filtre anti-aliasing és garantir que la periodicitat reduïda no creï solapaments. La condició que garanteix que les còpies de X (f) no es superposen entre si és: {\displaystyle B<{\tfrac {0.5}{T}}\cdot {\tfrac {1}{M}},} de manera que aquesta és la freqüència de tall màxima d'un filtre antialiasing ideal.